# Сетиме
Сѐтиме (на италиански: Settime; на пиемонтски: Setmi, Сетъми) е село и община в Северна Италия, провинция Асти, регион Пиемонт. Разположено е на 272 m надморска височина. Населението на общината е 603 души (към 2010 г.).